# Jean Carlos Dondé
Jean Carlos Dondé, noto semplicemente come Jean (Canoinhas, 12 agosto 1983), è un ex calciatore brasiliano, di ruolo difensore.